# Salvador Cardús i Florensa
Salvador Cardús i Florensa (Terrassa, 1900-1958) fou un historiador, arxiver i cronista local de la ciutat de Terrassa. De formació autodidacta, es va caracteritzar per la defensa del patrimoni històric i artístic terrassenc. Va ser secretari de la Junta de Museus de Terrassa i de la Fundació Soler i Palet.
L'any 2000 fou declarat fill predilecte de la ciutat a títol pòstum «en reconeixement del valor de la seva obra historiogràfica, a la seva aportació al coneixement del patrimoni històric de Terrassa i per les seves qualitats humanes».

## Els orígens: una família obrera
Nascut a Terrassa el 5 de juny de 1900, fill de pares obrers i membre d'una família modesta, va cursar els primers estudis a l'Escola Lliure (al carrer Topete), però ja als dotze anys començà a treballar a una fàbrica tèxtil. Com a conseqüència d'un accident laboral que li afectà la mà dreta, va haver de deixar la fàbrica i va trobar feina a la farmàcia Mach, el farmacèutic de la qual el va fer estudiar cursos de comerç i tenidoria de llibres al Centre de Dependents del Comerç i de la Indústria de Terrassa. Aquests cursos els va seguir als vespres, en plegar de la feina, i li van permetre millorar la seva condició laboral. El 1916 va entrar com a comptable a l'empresa García Cascón S.A., on esdevingué una persona de confiança i hi treballà fins a la seva mort. La seva condició treballadora no li permetia, per tant, una professionalització en matèries d'història, fet que no fa sinó augmentar el mèrit reconegut a la seva obra.

## Perfil humà: ideals profunds i coherència vital
Home d'una religiositat profunda, va destacar per la coherència entre les seves conviccions i actuació, per la integritat del seu caràcter i per la seva honestedat. En la sempre difícil avaluació de les qualitats morals d'una persona, l'objectivitat en el capteniment i en la fonamentació rigorosa de tots els seus escrits resta a bastamanent provada per la confrontació crítica a què la seva obra ha estat sotmesa en els estudis històrics posteriors, i es constata en tots els seus treballs una correcta interpretació de les fonts documentals i una absoluta fidelitat a la informació que hi troba, per sobre de prejudicis i intencions apriorístiques.
L'inici de la seva afecció a la història va ser l'excursionisme científic, tal com podem anomenar l'ampli moviment que va caracteritzar el reviscolament de Catalunya de mitjan segle xix a mitjan segle xx, aquella puixança cultural del país protagonitzada per un associacionisme que arriba a totes les capes socials. Aquesta afecció, que compartí amb a seva esposa, Rosa Grau i Picanyol (amb qui es casà el 1924), anava acompanyada per una profunda estimació a la terra, al país i molt especialment a la seva ciutat, Terrassa. Una demostració de l'autenticitat d'aquest sentiment és la seva actuació durant el període revolucionari i bèl·lic de 1936 a 1939, durant el qual participà activament en la defensa del patrimoni històric terrassenc amb accions en què exposava la seva vida si haguessin estat descobertes. Són accions decidides, algunes d'elles reconegudes pels nombrosos escrits que se li han dedicat i d'altres exposades pel seu fill Josep en conferències fetes a Terrassa amb motiu d'actes d'homenatge a l'historiador.
La seva capacitat de treball era admirable i les persones que el conegueren reconeixen la seva paciència i constància, a el seu caràcter inquiet i reservat, el seu esperit crític, metòdic i rigorós. Fou defensor aferrissat d'allò que considerava veritats històriques objectivament comprovades i protagonitzà vives polèmiques a través dels mitjans de comunicació, contra opinions que, normalment, no eren pas tan ben argumentades ni documentades com les seves. I aquí no deixarem d'observar que aquestes polèmiques també el van portar a alguna interpretació errònia, però molt rarament, perquè la seva forma de treballar estava marcada per una meticulositat, una disciplina i un sentit crític molt profunds.
El seu caràcter decidit, conseqüent i una mica tossut no estava pas renyit amb un comportament afable, discret i generós i en aquest sentit cal destacar la seva actuació com a pare de família i com a catòlic practicant. Així, fou secretari de la Lliga de Perseverança del Sant Esperit (a partir de 1929) i del Patronat de les Colònies Escolars (a partir de 1930), redactor en cap de la revista La Creuada (1930-1932), membre de les Conferències de Sant Vicenç de Paül, membre de la Comissió Abat Oliba (1947), i actiu parroquià de la Sagrada Família de Terrassa, on fou promotor decidit de la construcció del nou temple, i de la portada de la imatge de la Mare de Déu de Fàtima, director del seu butlletí mensual i vocal de la Junta Directiva dels Homes d'Acció Catòlica.

## Home d'acció: la promoció del patrimoni històric de Terrassa
L'actuació de Salvador Cardús en el camp de la història i del patrimoni cultural constitueix la seva principal dedicació i aportació a la ciutat de Terrassa i, en conseqüència, a Catalunya i al món. D'una banda va participar en activitats i en organismes relacionats amb el patrimoni històric, i d'altra banda la seva obra historiogràfica forma un corpus immens difícilment superable en qualitat i en volum.
Un punt de partida es pot prendre en la seva entrada al Centre Excursionista de Terrassa, d'on consta que era soci el 1917. Les visites culturals organitzades amb les excursions el portaren a conèixer, en ocasió de preparar una excursió a Sant Benet de Bages, mossèn Fortià Solà i Moreta, investigador i autor de nombroses monografies històriques, que li estimulà el desig de dedicar-se a la recerca històrica. Altres intel·lectuals prestigiosos amb qui es va relacionar foren els terrassencs Jacint Elias, Àngel Sallent i Domènec Palet i Barba. Va ser també membre fundador del Club Pirinenc de Terrassa i promotor incansable del seu Butlletí, òrgan difusor d'innombrables articles d'història local, entre els quals destaquen les seves aportacions.
En un certàmen literari commemoratiu del 50è aniversari de l'Escola Pia de Terrassa, el 1927, va obtenir el premi atorgat pel doctor Josep Homs i Ginestà, rector de Sant Pere, per l'obra Breu coneixença de les esglésies de Sant Pere de Terrassa. Aquest text és el que, dos anys més tard, va ser publicat a l'opuscle Les esglésies romàniques de Terrassa.
El 1930 va ser nomenat membre del Patronat Municipal de la Biblioteca-Museu Soler i Palet, i en va ser elegit secretari, càrrec que va exercir fins a la seva mort, el 1958. Va ser, per tant, la persona de confiança indiscutible del Patronat i l'autèntic conservador del patrimoni històric terrassenc, que tenia en el llegat de Soler i Palet i en el seu Patronat la primera institució pública responsable.
El 1931 va realitzar recerques a biblioteques i arxius de Madrid. Aprofitava els dies festius de Terrassa que no ho eren a Barcelona per a visitar les biblioteques i arxius d'aquesta ciutat.
El 1934 va obtenir el Premi de l'Associació Catalanista als Jocs Florals de la Joventut Catalanista de Terrassa per l'obra Història de l'antic vot de Terrassa a Sant Roc. El mateix any, el notari F. de P. Badia li va confiar la col·locació i conservació dels protocols notarials antics a les instal·lacions que va condicionar a la Torre del Palau. Cardús passà hores i hores buidant de notícies els centenars de volums dels segles XIII al XVIII del ric fons natorial i municipal que el notari esmentat va saber condicionar i protegir, com a arxiver del Districte Notarial de Terrassa.

## Creador de l'Arxiu Històric de Terrassa
El valuós patrimoni documental de la ciutat de Terrassa és el marc on es desenvolupà la principal dedicació erudita de Salvador Cardús, la història de Terrassa i la seva tasca s'hi aplicà en un doble vessant: la formació d'un arxiu històric local i l'estudi dels documents.
El dia primer d'abril de 1932, el Patronat Soler i Palet va adoptar un acord que es pot considerar l'origen formal de l'Arxiu Històric de Terrassa: aquest Patronat va donar àmplies facultats al seu secretari, Salvador Cardús i Florensa, perquè iniciés les gestions per a la creació d'un arxiu retrospectiu de la ciutat. Cardús s'havia guanyat aquesta responsabilitat per la seva dedicació a la lectura de documents històrics, l'arqueologia, l'excursionisme científic i la publicació dels seus estudis en una gran quantitat d'articles. La seva dedicació quedava d'aquesta manera ben reconeguda i consolidada. La creació d'aquest arxiu estava prevista en constituir-se el 1904 una Junta Municipal de biblioteca, museu i arxiu, iniciativa en què Josep Soler i Palet i Josep Ventalló i Vintró van participar, però no es va aconseguir l'obertura pública d'aquests serveis. La primera biblioteca i museu municipals van arribar el 1928 gràcies al llegat de Soler i Palet, però quedava pendent l'arxiu, principalment perquè els fons municipals més antics estaven guardats a l'arxiu notarial.
El patrimoni documental terrassenc conserva tres fons importantíssims per la seva antiguitat i integritat, procedents de les esglésies de Sant Pere i del Sant Esperit (amb documents des del segle X), del consell municipal i de la notaria local (aquests dos, des del segle xiii), Tots tres fons foren salvats, com se sap, de la destrucció de 1936, gràcies a l'acció decisiva de Montserrat Tobella i Barrera, vídua de Francesc de P. Badia, que havia estat assassinat poc abans, i a la intervenció oportuna de Josep Rigol i Fornaguera, i foren traslladats al Museu Comarcal d'Art instaurat a Sant Pere. Salvador Cardús fou l'encarregat, junt amb Josep Rigol i Conrad Padrós, de la bona conservació d'aquests fons i d'altres que foren recollits durant els anys de guerra.
El 1939, amb la transferència a la Biblioteca Soler i Palet de la documentació històrica aplegada a Sant Pere durant la guerra, Cardús va veure culminada la seva gran aspiració: que l'extraordinari patrimoni documental de Terrassa quedés reunit en una institució pública i a disposició dels investigadors i de la ciutadania. La seva forma d'actuar en aquest sentit havia estat la millor possible: treballar infatigablement amb la documentació i aprenent, autodidàcticament i amb un esperit científic admirable, paleografia diplomàtica, llatí i altres matèries necessàries per al desxiframent dels textos medievals. Amb el suport del Patronat Soler i Palet i la col·laboració de les bibliotecàries, Cardús es pot considerar el creador de l'Arxiu Històric de Terrassa i d'aquesta manera el patrimoni documental terrassenc, d'una vàlua reconegudament excepcional, s'obria per primera vegada als investigadors i les persones interessades.
Cardús, més que arxiver, era historiador i tenia ja llarga experiència en la recerca documental i la redacció d'estudis històrics. De fet, els anys de postguerra van transcórrer a Terrassa amb unes mancances profundes en el treball historiogràfic, i l'obra de Cardús destaca per la seva vàlua i extensió, omple el llarg període de la dictadura i obre les portes a una autèntica historiografia local. Amb paciència, rigor i consciència de les pròpies limitacions, Cardús va llegir, literalment, pràcticament tots els pergamins, llibres i papers antics, en va saber treure la informació necessària, i va cobrir multiplicitat de temes i extensos períodes de la història de Terrassa. L'obra de Cardús en constituir l'Arxiu Històric de Terrassa a la Biblioteca Soler i Palet va ser decisiva per a la institucionalització d'un centre específic, que es va fer realitat el 1982 amb la creació de l'Arxiu Històric Comarcal de Terrassa.

## L'historiador i el ciutadà
Ja hem esmentat l'actuació constant i valenta de Cardús en defensa del patrimoni històric durant els anys de la guerra civil. En aquest període, va continuar recollint notes, prenent apunts i escrivint treballs d'història a partir de la documentació recollida al Museu d'Art construït a Sant Pere. El 1936 ingressà com a membre de la Junta Municipal de Museus de Terrassa i el 1939 en va ser nomenat secretari, càrrec que ostentà fins al 1943.
El 1943 va ser nomenat membre corresponent de la Fundació Bosch i Cardellach, de Sabadell. A les sessions acadèmiques d'aquesta Fundació va presentar sis ponències entre els anys 1949 i 1957, resultats dels seus estudis històrics.
El 1949 actuà com a vocal de la Comissió Organitzadora de la I Exposició Nacional de Numismàtica, celebrada a Terrassa i hi va guanyar el primer premi d'estudis locals amb el treball Història monetària de Terrassa. També va ser membre de la Comissió Organitzadora del XV Centenari de la Fundació del Bisbat d'Egara, on ocupà la Vocalia d'Afers Artístics i Culturals i en fou el cronista oficial i redactor del llibre commemoratiu La Sede de Egara.
El 1950 culminaren les accions que portaren a la inauguració del Museu Municipal d'Art del Castell Cartoixa de Vallparadís, del qual fou un dels principals promotors i membre del Patronat Pro-Castell Cartoixa de Vallparadís. El castell va ser restaurat i condicionat com a museu, al qual es va incorporar el fons museístic del llegat Soler i Palet. Això va permetre també una gran reforma i ampliació de la Biblioteca Soler i Palet, on es va obrir la important secció de la Col·lecció Local, es va inaugurar la nova sala de lectura i es va reinstal·lar l'Arxiu Històric. Recordem que Cardús continuava com a secretari del Patronat de la Biblioteca. El 1951, Cardús va complir l'encàrrec d'informar l'expedient per a la proclamació del temple del Sant Esperit de Terrassa com a Basílica Menor.

## L'obra historiogràfica
Ja el 1921 consta un primer escrit de Salvador Cardús publicat a la Revista Catalana de Barcelona, però és a partir de 1924 que començà a publicar sistemàticament articles de recerca històrica al Butlletí del Club Pirinenc de Terrassa i, a partir de 1927, al periòdic local El Dia. D'aquests primers anys són també diversos treballs publicats a les revistes de Barcelona La Veu de Catalunya, La Publicitat, Excursionisme i El Matí; al Diari de Sabadell; a les revistes Endavant, de Rubí, i Pàtria, de Manresa; a Crònica Social i La Creuada, de Terrassa. Col·laborà a l'edició de l'Àlbum Meravella, de l'editorial Ibérica, de Barcelona, i de L'Abella d'Or a Terrassa.
El 1928 va preparar i coordinar l'edició del llibre Egara-Terrassa, obra cabdal de Josep Soler i Palet, per a la qual va confegir un recull bibliogràfic d'aquest historiador, i l'opuscle Les esglésies romàniques de Terrassa. El text de l'opuscle sobre les esglésies de Sant Pere és l'obra de Cardús premiada el 1927 (ja esmentada) i ha estat la base de successives edicions, fins al 1982.
El 1936 publicà una primera monografia amb el títol Historial del castell i quadra de Vallparadís, que havia aparegut el mateix any al Butlletí del Centre Excursionista de Catalunya. Després del parèntesi de la guerra civil, aparegueren articles seus als diaris i revistes Hoja Oficial de Tarrasa, Tarrasa, Tarrasa Información, Hosanna i Boletín de la Cámara Oficial de Comercio e Industria, de Terrassa; Destino i Ampurias, de Barcelona; Sabadell i Alba, de Sabadell; Museu, de Mataró; Rubricata, de Rubí. Com ja sabem, l'activitat associativa i excursionista es va veure dràsticament retallada als anys de la postguerra i és conegut el fet que Cardús no va voler publicar la majoria de les seves monografies per les dificultats, per no dir la impossibilitat, de fer-ho en català.
És precisament durant els anys posteriors a la guerra que la seva activitat productiva arribà a la plena maduresa i les llargues recerques sobre la documentació van donar com a resultat el cos principal de les seves monografies històriques. Però les dificultats de l'època van fer que no fossin publicades encara, llevat de dos treballs que es van poder publicar en català: Esperitualitat montserratina de Terrassa i Belleses i records del temple del Sant Esperit de Terrassa. El primer d'aquests dos llibres fou publicat el 1947 i la seva venda va contribuir a subvencionar les despeses dels actes organitzats per la Comissió Abat Oliba amb motiu de l'entronització de la Mare de Déu de Montserrat. El segón és una monografia dedicada al temple del Sant Esperit, amb una documentada descripció dels seus orígens, la participació pública, privada i popular a la construcció, i les seves obres d'art, especialment les que es van perdre en la destrucció total del temple el juliol de 1936. Aquest llibre fou publicat el 1955 per Joan Morral, de la impremta del qual sortirien posteriorment molts d'altres llibres del nostre historiador.
La mort sorprengué prematurament Cardús, als 57 anys, però la seva obra manuscrita comprenia importantíssims treballs, molts dels quals s'han pogut publicar gràcies a l'esforç del Patronat Municipal Soler i Palet. Cardús deixà els seus manuscrits originals preparats per a l'edició i els seus fills n'han tingut sempre bona cura, fet que ha permès publicar pòstumament l'obra amb garanties de fidelitat als criteris de l'autor.
Moltes de les monografies porten il·lustracions del dibuixant Mateu Avallaneda.

## Obra
- Historial del castell i quadra del Vallparadís, de Terrassa, 1936 (amb dibuixos de Mateu Avellaneda).
- Espiritualitat montserratina de Terrassa, 1947 (aparegut per primer cop el 1930 dins Comarca del Vallès, de Pau Vila i altres; Biblioteca d'Estudis Comarcals, 1).
- Historia monetaria de Tarrasa, 1951 (amb dibuixos de Mateu Avellaneda).
- Visió històrica de la basílica del Sant Esperit, 1951.
- El castillo cartuja de Vallparadís: Visión histórica, 1954 (2a ed., 1969).
- Belleses i records del temple del Sant Esperit de Terrassa, 1955 (2a ed., 1981).
- El pretès castell àrab de Terrassa: Ironia d'uns sensacionals descobriments històrics, 1955.
- L'escultor Arnau Cadell i el seu claustre de Sant Cugat, 1957 (2a ed., 1993; inclou una bibliografia de l'autor, per Mn. Josep Cardús i Grau).
- Terrassa medieval: Visió històrica, 1960 (2a ed., 1984).
- Un Nadal tacat de sang: La mort de l'abat Biure, 1961 (2a ed., 2008).
- Nom i escut de Terrassa, 1961.
- Historial de la guerra napoleònica a Terrassa: Heroic sacrifici d'un patriota exemplar, 1962 (2a ed., 1976).
- El vot de Terrassa a Sant Roc, 1964.
- La ciutat i la seu episcopal d'Egara, 1964.
- Terrassa durant la guerra separatista dita dels Segadors, 1971.
- Fra Francesc Buada i Parellada, natural de Terrassa, 1976.
- El màrtir terrassenc P. Joan Font i Maduixer, S.I. (1574-1616), 1996.
- Ordinacions de bon govern de la batllia de Terrassa (1299-1625), 2000.
- Josep Cardona, estel de santedat, 2002.